# Tanaella ochracea
Tanaella ochracea is een naaldkreeftjessoort uit de familie van de Tanaellidae. De wetenschappelijke naam van de soort is voor het eerst geldig gepubliceerd in 1913 door Hansen.